# Mangelia payraudeauti
Mangelia payraudeauti é uma espécie de gastrópode do gênero Mangelia, pertencente a família Mangeliidae.